# NASDAQ OMX Group
NASDAQ OMX Group, Inc. е американска компания, притежател на борсата NASDAQ и още на 8 европейски борси, а именно: Armenian Stock Exchange, Copenhagen Stock Exchange, Helsinki Stock Exchange, Iceland Stock Exchange, Riga Stock Exchange, Stockholm Stock Exchange, Tallinn Stock Exchange и NASDAQ OMX Vilnius. Управлението на компанията се намира в Ню Йорк, САЩ.